# Vattenpolo vid världsmästerskapen i simsport 2017
Vattenpolo vid världsmästerskapen i simsport 2017 avgjordes mellan 16 och 29 juli 2017 i Alfréd Hajós nationella simstadion i Budapest. Tävlingarna bestod av en turnering för herrar och en turnering för damer.

## Medaljsummering
| Disciplin | Guld | Silver | Brons |
| Damer     | USA Rachel Fattal Aria Fischer Makenzie Fischer Paige Hauschild Amanda Longan Maddie Musselman Jamie Neushul Kiley Neushul Jordan Raney Melissa Seidemann Maggie Steffens Gabrielle Stone Alys Williams | Spanien Marta Bach Paula Crespi Sandra Domene Anni Espar Clara Espar Laura Ester Judith Forca Anna Gual Paula Leiton Helena Lloret Beatriz Ortiz Matilde Ortiz María Pena                     | Ryssland Maria Borisova Olga Gorbunova Jevgenija Ivanova Elvina Karimova Anna Karnauch Jekaterina Prokofyeva Daria Ryzjkova Alena Serzjantova Anastasija Simanovitj Anna Timofejeva Tatiana Tolkunova Anna Ustiuchina Veronika Vachitova |
| Herrar    | Kroatien Marko Bijač Andro Bušlje Ivan Buljubašić Loren Fatović Xavier García Maro Joković Ivan Krapić Luka Lončar Marko Macan Ivan Marcelić Anđelo Šetka Sandro Sukno Ante Vukičević                   | Ungern Ádám Decker Attila Decker Balázs Erdélyi Balázs Hárai Norbert Hosnyánszky Miklós Gór-Nagy Krisztián Manhercz Tamás Mezei Viktor Nagy Béla Török Márton Vámos Dénes Varga Gergő Zalánki | Serbien Milan Aleksić Miloš Ćuk Filip Filipović Nikola Jakšić Dušan Mandić Branislav Mitrović Stefan Mitrović Duško Pijetlović Gojko Pijetlović Andrija Prlainović Sava Ranđelović Viktor Rašović Nemanja Ubović                         |

## Medaljtabell
| Placering | Land     | Guld | Silver | Brons | Totalt |
| --------- | -------- | ---- | ------ | ----- | ------ |
| 1         | Kroatien | 1    | 0      | 0     | 1      |
| 1         | USA      | 1    | 0      | 0     | 1      |
| 3         | Spanien  | 0    | 1      | 0     | 1      |
| 3         | Ungern   | 0    | 1      | 0     | 1      |
| 5         | Ryssland | 0    | 0      | 1     | 1      |
| 5         | Serbien  | 0    | 0      | 1     | 1      |
| Totalt    | Totalt   | 2    | 2      | 2     | 6      |